# Bernard van der Monde
Bernardus Adrianus (Bernard) van der Monde (Leiden, 17 januari 1791 – Bemmel, 22 september 1853) was een Nederlandse militair en burgemeester.

## Leven en werk
Van der Monde was een zoon van Wilhelmus van der Monde, Medicinae Doctor in Leiden, en Bertina Joanna van Linden. Hij trouwde in 1818 met Geertruijda Theodora Cecilia van Krugten (1792-1868). Uit dit huwelijk werden twaalf kinderen geboren, onder wie Willem van der Monde, die net als zijn vader burgemeester werd.
Van der Monde had aanvankelijk een militaire loopbaan, hij bracht het tot majoor van de lansiers. Hij werd eind 1838 benoemd tot heemraad in Over-Betuwe en was van begin 1839 tot aan zijn overlijden burgemeester van Bemmel.
Van der Monde overleed op 62-jarige leeftijd.